# Новотроицк (Полтавский район)
Новотроицк — деревня в Полтавском районе Омской области России. Входит в состав Вольновского сельского поселения.

## История
Основана в 1912 году. В 1928 году посёлок Ново-Троицкое состоял из 57 хозяйств, основное население — украинцы. В составе Вольновского сельсовета Полтавского района Омского округа Сибирского края.
В соответствии с Законом Омской области от 30 июля 2004 года № 548-ОЗ «О границах и статусе муниципальных образований Омской области» Новотроицк вошёл в состав образованного муниципального образования «Вольновское сельское поселение». 

## Население
| 1926 | 2010 |
| ---- | ---- |
| 300  | ↘3   |

Гендерный состав
По данным Всероссийской переписи населения 2010 года в гендерной структуре населения из 3 человек мужчин — 2, женщин — 1 (66,7 и  33,3% соответственно) .
Национальный состав
В 1928 году основное население — украинцы.
Согласно результатам переписи 2002 года, в национальной структуре населения русские составляли 79 % от общей численности населения в 14 чел. .

## Инфраструктура
Личное подсобное хозяйство.

## Транспорт
Просёлочные дороги.